# Thymelaea gattefossei
Thymelaea gattefossei är en tibastväxtart som beskrevs av H.K.Tan. Thymelaea gattefossei ingår i släktet sparvörter, och familjen tibastväxter. Inga underarter finns listade i Catalogue of Life.